# Стриптиз
Стрипти́з (англ. striptease, від to strip — «роздягатися» і to tease — «дражнити») — еротичний танець, під час котрого виконавиця чи виконавець поступово частково, чи повністю роздягається в спокусливій і сексуальній манері.
Професійний стриптиз як частину секс-індустрії зазвичай демонструють у нічних клубах. Класичним елементом стриптизу є пілон (жердина), навколо якого танцює і роздягаються стриптизери, що може сходити зі сцени в зал, фліртувати та сідати на коліна відвідувачам. Типове правило — відвідувачам заборонено торкатися руками виконавця, але вони можуть торкатися відвідувачів. Місцева та центральна влада встановлює закони, які визначають, наскільки стриптизерам дозволено оголитися. Іноді клієнт може замовити «приватний танець» в окремому приміщенні (під прихованим наглядом охорони). Ця послуга коштує додаткових грошей.

## Історія

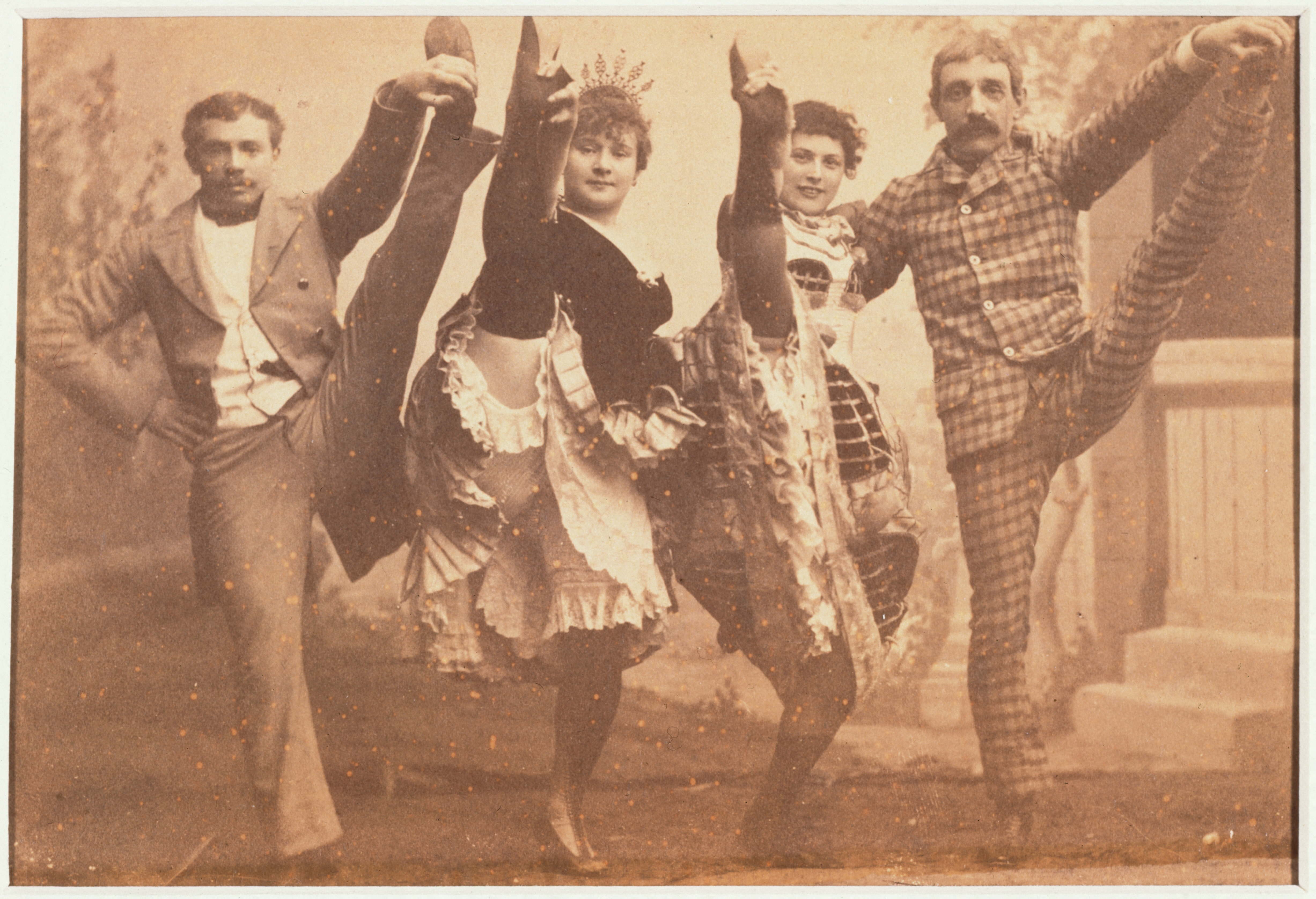
Канкан, між 1881 і 1891

Прообразом стриптизу був так званий «танець оси», відомий в античності: дівчина, загорнута в шаль, рухалася під музику, імітуючи витрушування оси, що заплуталася в одязі; у процесі танцю одяг розгортався, оголюючи танцюристку.
Своєрідним протостриптизом можна вважати танець канкан, який з'явився у Франції на півстоліття раніше. Його почали виконувати у ресторанах, кабаре та інших розважальних закладах. І канкан, і стриптиз десятиліттями вважалися танцями вкрай непристойними, зухвалими та вульгарними. Між виконавицями та повіями ставили знак рівності. Спочатку в Америці стриптизом називався бурлеск. Танцюристок канкану зображував Анрі Тулуз-Лотрек.
Перший задокументований стриптиз був показаний 9 лютого 1893 на сцені Мулен Руж під час вечірки, влаштованої паризькими студентами. Під час імпровізованого конкурсу краси модель під сценічним псевдонімом Мона скинула з себе весь одяг, за що її заарештували та виписали штраф на 100 франків. У тому ж 1893 році стриптиз з'явився і в Чикаго, де оголилася танцівниця кабаре

## Види
Основним місцем діяльності стриптизерів вважаються стриптиз-клуби. У них можна спостерігати за виступом на сцені або замовити приватний танець. Особливість заробітку всіх стриптизерів, які працюють у стриптиз-клубах, це «приватні танці», танець на колінах (Lap dance) та консумація (секс).
Танець у стриптиз-клубі зазвичай складається з двох пісень.
В основному стриптиз-клуби призначені для чоловіків. У великих столицях можна також знайти стриптиз клуби для жінок, гомосексуалів та лесбійок.
Стриптиз на замовлення є стриптизом з виїздом у будь-яке місце виконання. Також додатково можна замовити стриптиз-розіграші, наприклад: розіграш ролі поліцейського або постачальниці подарунків, стриптиз із шоу-торта.

## Особливості діяльності
Якщо спочатку критерії для стриптизерів не існували, то зі зростанням конкуренції вони з'явилися.
Як правило, це молоді (20-30 років) люди модельної зовнішності, з процедурами краси (епіляція, манікюр, педикюр, зачіска, макіяж), у відмінній фізичній формі, що мають пластичну хірургію, почуття ритму, а також досвід танцювальних виступів.
Зазвичай у клубі робочий день починається о 22 годині і закінчується о 5 годині ранку, в різних клубах може дещо відрізнятися. Графік роботи «два через два», тобто дві ночі роботи та дві ночі відпочинку.
Зарплата людей в стриптизі зазвичай складається з чайових або плати за замовлення приватного танцю.

## Терміни
- Пілон — жердина, навколо якої виконують танець під час стриптизу.
- Рура — напівпрофесійна жердина для стриптизу, що відрізняється від пілона зниженим ковзанням і великим діаметром.
- Стрипи — взуття на високій платформі, в якій найчастіше танцюють стриптиз із жердиною. Вкрай нестійка і тому не підходить для інших танців: коли нема за що триматися, в ній дуже важко утримувати рівновагу.